# Monumenti megalitici della provincia di Lecce
Questo è un elenco dei principali monumenti megalitici di epoca preistorica della provincia di Lecce, ordinati per comune di ubicazione:

## Dolmen
- Carpignano Salentino

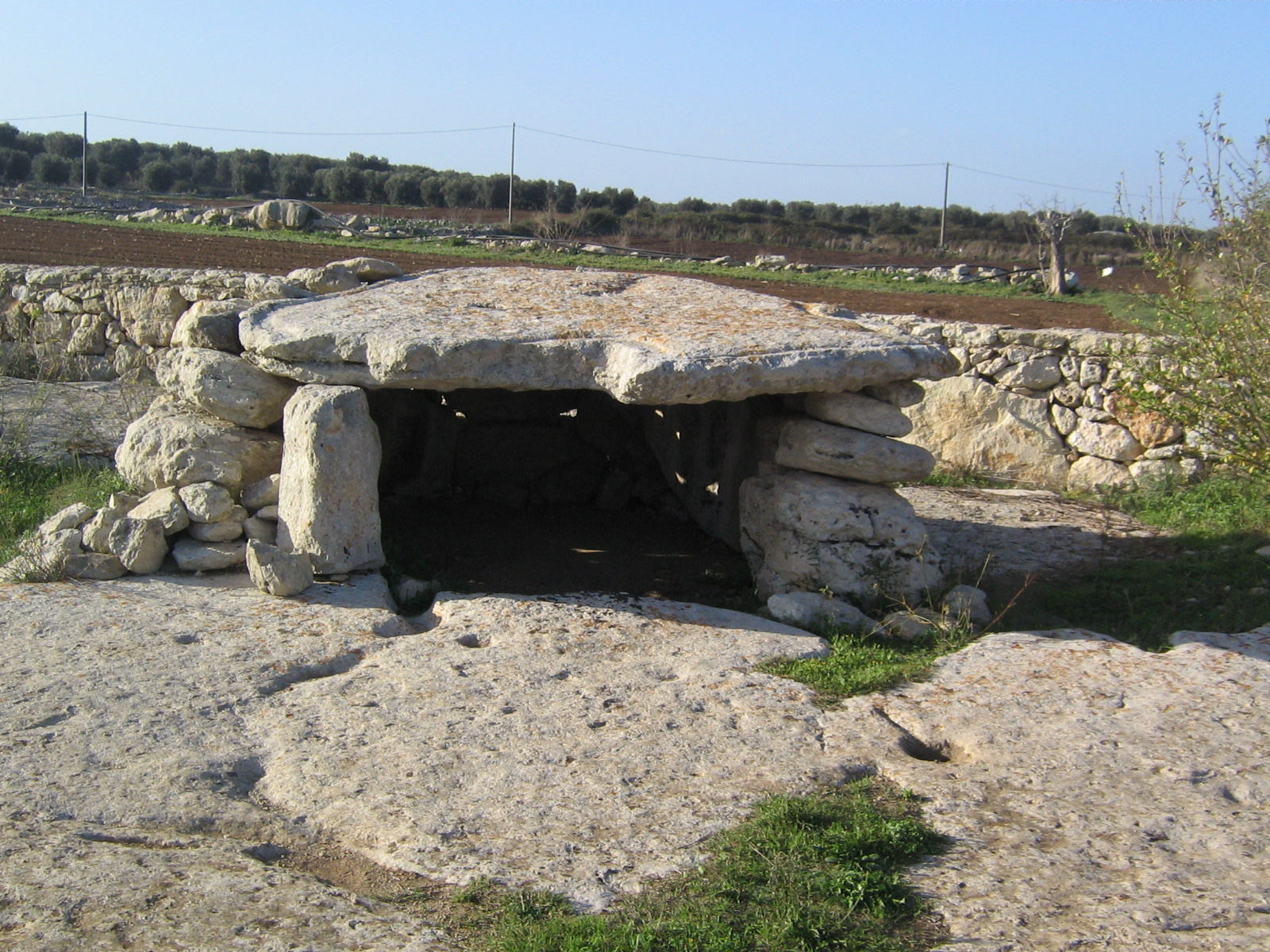
Dolmen Stabile a Giuggianello

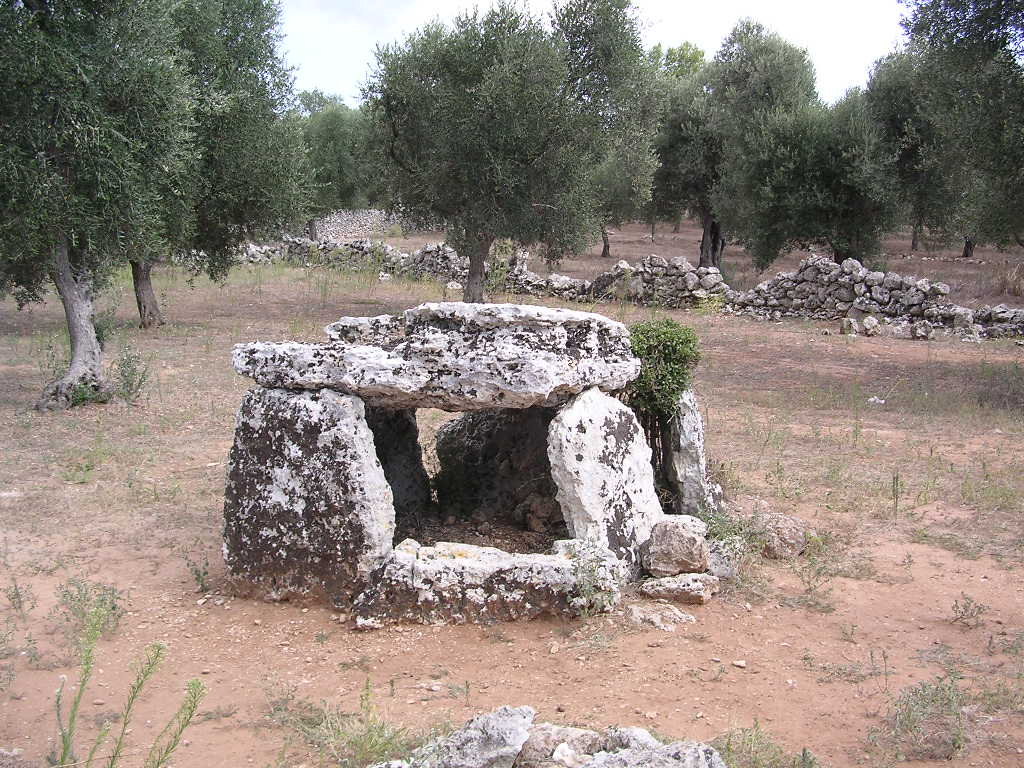
Dolmen Placa a Melendugno

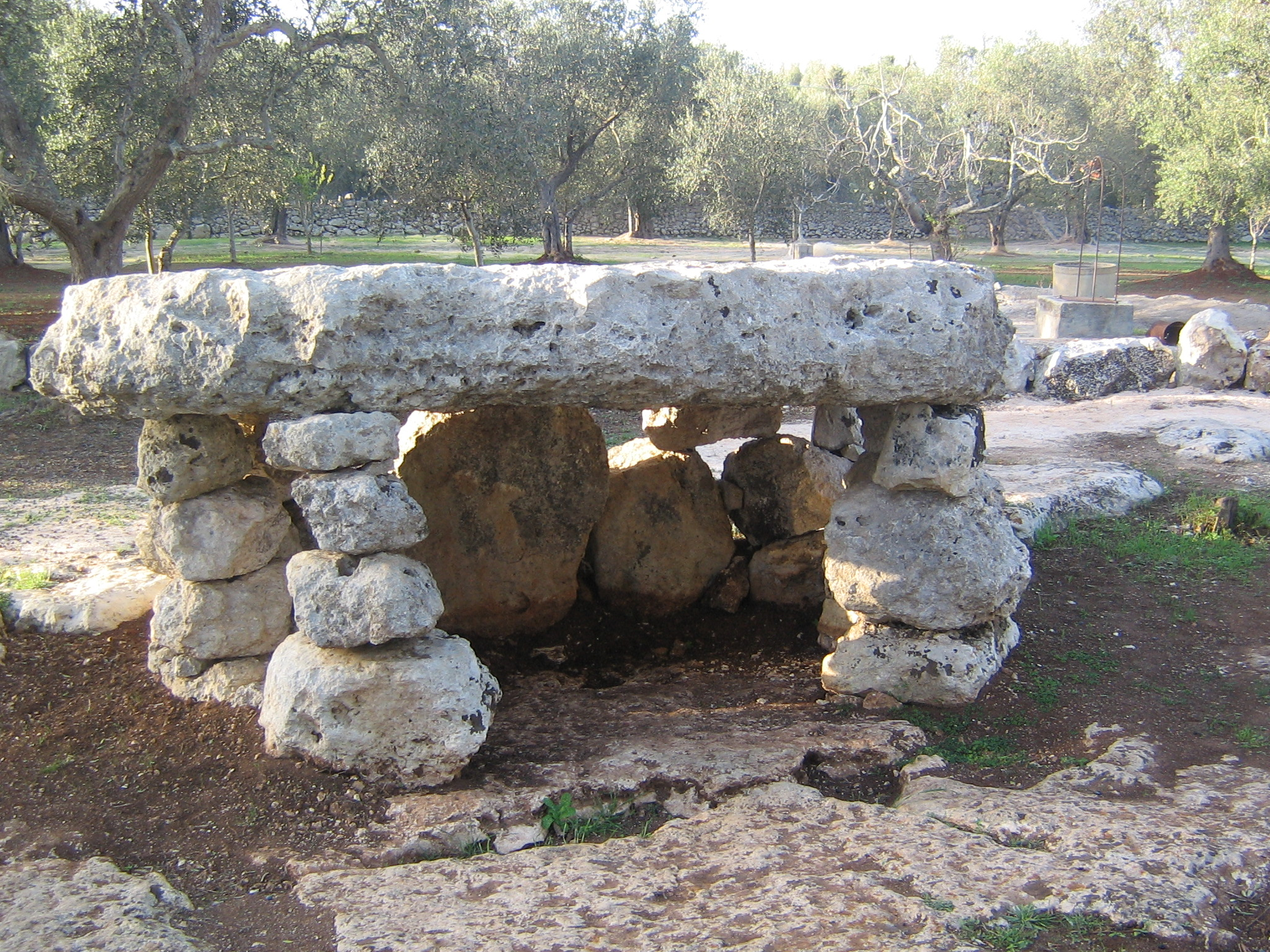
Dolmen Li Scusi a Minervino di Lecce

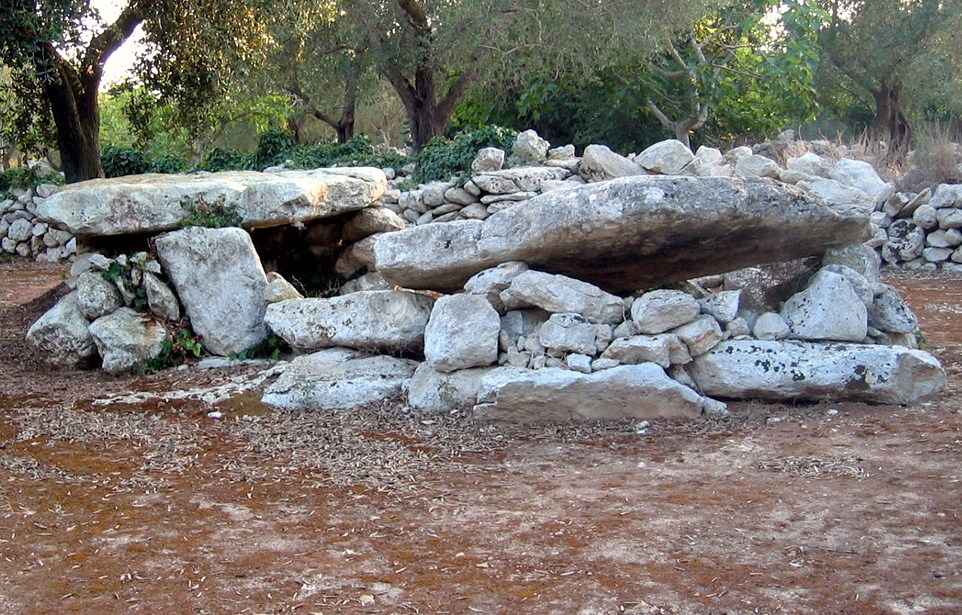
Dolmen Grassi

  - Chianca - Località Santo Stefano
- Castro
  - Sgarra - Bosco Sgarra (scomparso)
- Corigliano d'Otranto
  - Dolmen doppio Caroppo I e Caroppo II
  - Masseria Nuova
  - Specchia
- Giuggianello
  - Stabile
- Giurdignano
  - Chiancuse
  - Grassi
  - Orfine
  - Peschio
  - Gravasce (scomparso)
  - Sferracavalli
- Maglie
  - Canali
  - Chianca
  - Grotta - Masseria Padulano
  - Pino - Masseria Padulano
- Melendugno
  - Gurgulante
  - Placa
- Melissano
  - Civo
- Minervino di Lecce
  - Scusi
  - Cauda (scomparso)
- Minervino di Lecce (Cocumola) 
  - Muntarruni (scomparso)
  - Monte Culumbu (esistono solo alcuni resti)
- Ortelle
  - Sgarra  (scomparso)
- Poggiardo
  - Campina (scomparso)
  - Oru
- Racale
  - Ospina
- Salve
  - Cosi - Pesculuse
  - Argentina - Pesculuse
- Uggiano la Chiesa
  - Sgarra2 (scomparso)
- Zollino
  - Cranzari

## Menhir e Osanna
- Acquarica di Lecce
  - Aja di Pietro
  - Due menhir in piazza (scomparsi)
- Alliste
  - Terenzano a Felline
  - Ninfeo a Felline
- Bagnolo del Salento
  - Menhir senza nome
- Botrugno
  - Montebianco
- Campi Salentina
  - Candido
  - Sperti
- Cannole
  - Santu Lasi
  - Osanna (scomparso)
- Carpignano Salentino
  - Dell'Angelo (scomparso)
  - Grassi
  - Staurotomea
  - Stauruddhri (scomparso)
  - Serrano (scomparso) a Serrano
  - Croce di Marrugo a Serrano
- Castri di Lecce
  - Aja (scomparso)
  - Luce
  - Croce
- Castrignano del Capo
  - Mensi a Giuliano di Lecce
  - San Giovanni a Salignano
- Cavallino
  - Ussano
- Cursi
  - Croce di Bagnolo
  - Croce alle Tajate
  - Chetta (scomparso)
  - Dell'abbondanza (scomparso)
- Diso
  - Vardare
- Gagliano del Capo
  - Curisce (scomparso)
  - Trisciole (scomparso)
  - Spirito Santo ad Arigliano
  - Menhir senza nome ad Arigliano
- Galatone
  - Croce
  - Coppola
- Giuggianello
  - Polisano
  - Puzzone
  - Masso della Vecchia
  - Quattromacine o Croce Caduta
- Giurdignano
  - Fausa
  - Madonna di Costantinopoli
  - Monte Tongolo
  - Palanzano
  - San Paolo
  - San Vincenzo
  - Vicinanze I
  - Vicinanze II
  - Menhir n°9
  - Menhir n°10
  - Menhir n°11
  - Menhir n°12
  - Menhir n°13
  - Menhir n°14
  - Menhir n°15
  - Menhir n°16
  - Menhir n°17
  - Pastorizia
- Lecce
  - Menhir della cava
  - Basciucco I a Frigole
  - Basciucco II a Frigole
  - Podere 30 Ente Riforma a Frigole
- Lequile
  - Aia della Corte
- Lizzanello
  - Tafagnano a Merine

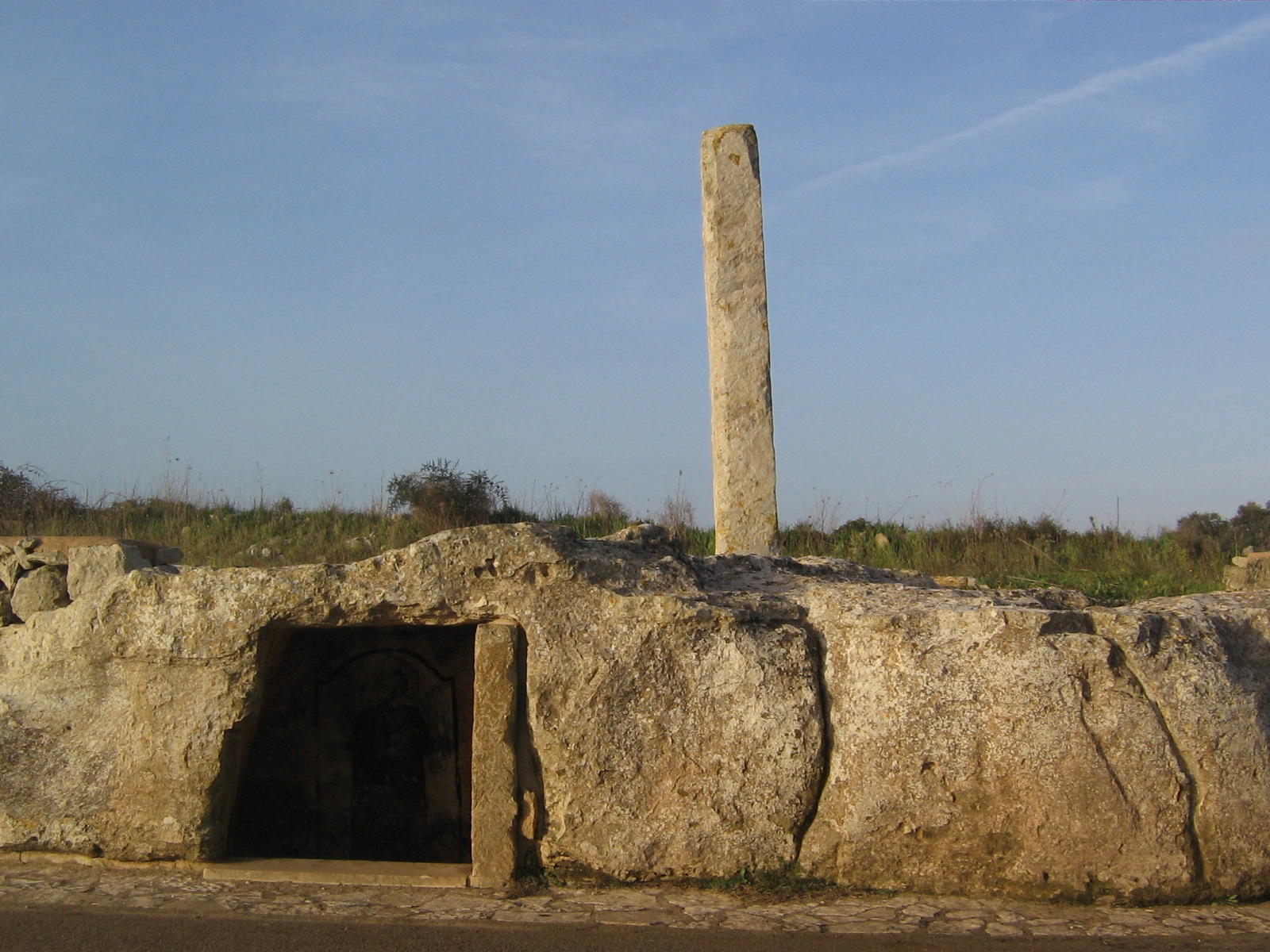
Menhir San Paolo a Giurdignano

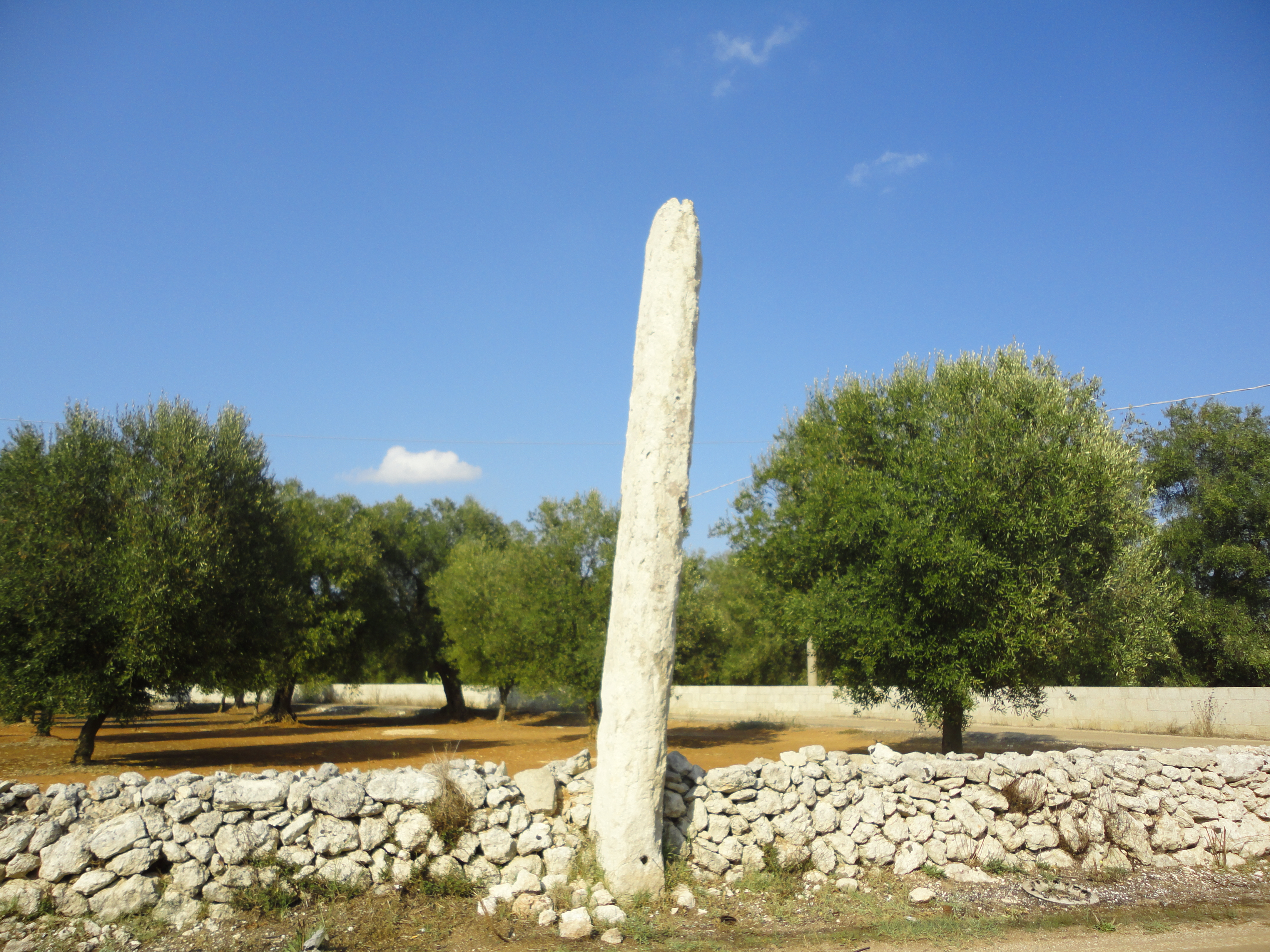
Menhir Croce di Bagnolo a Cursi

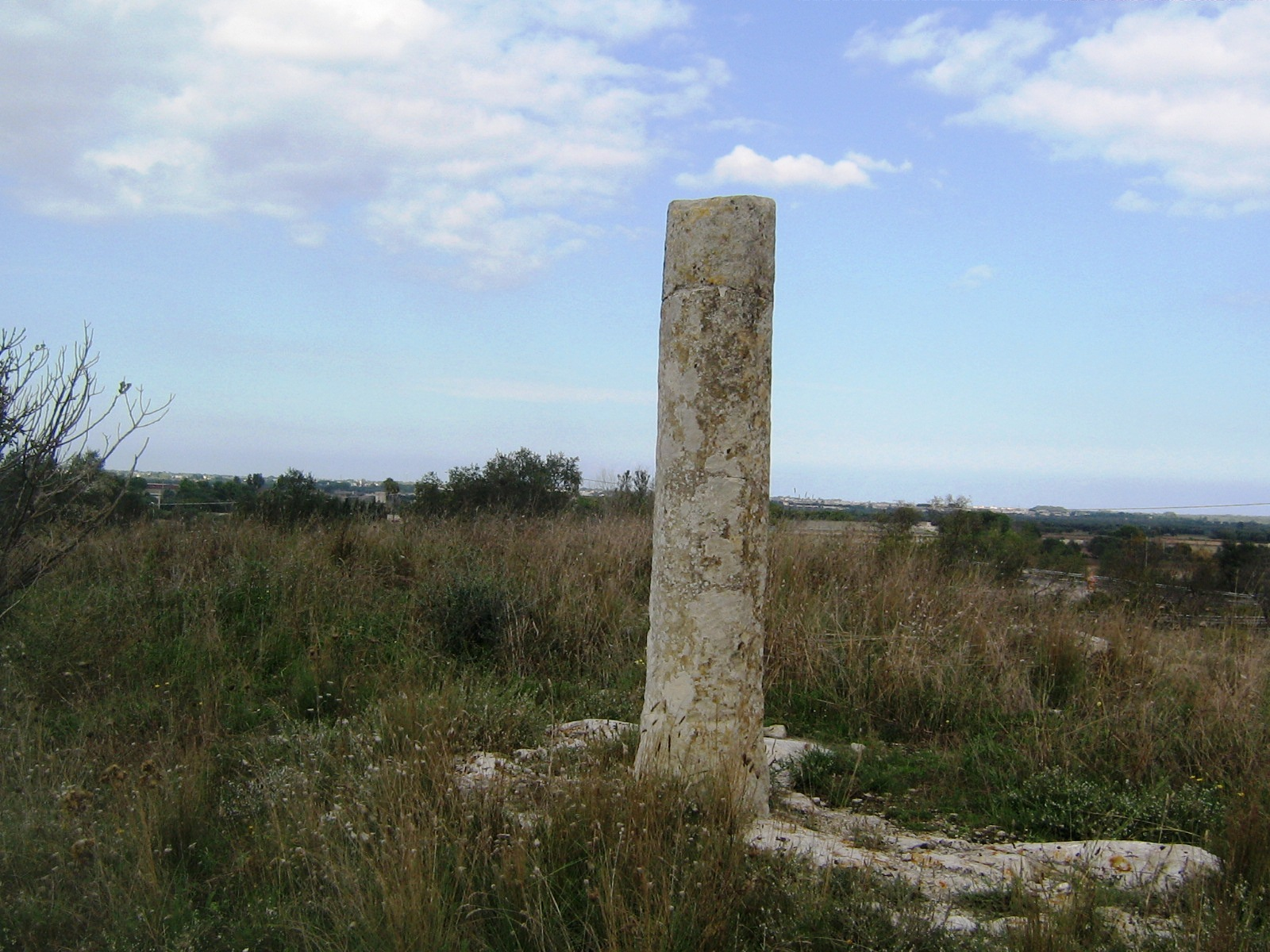
Menhir di Ussano a Cavallino

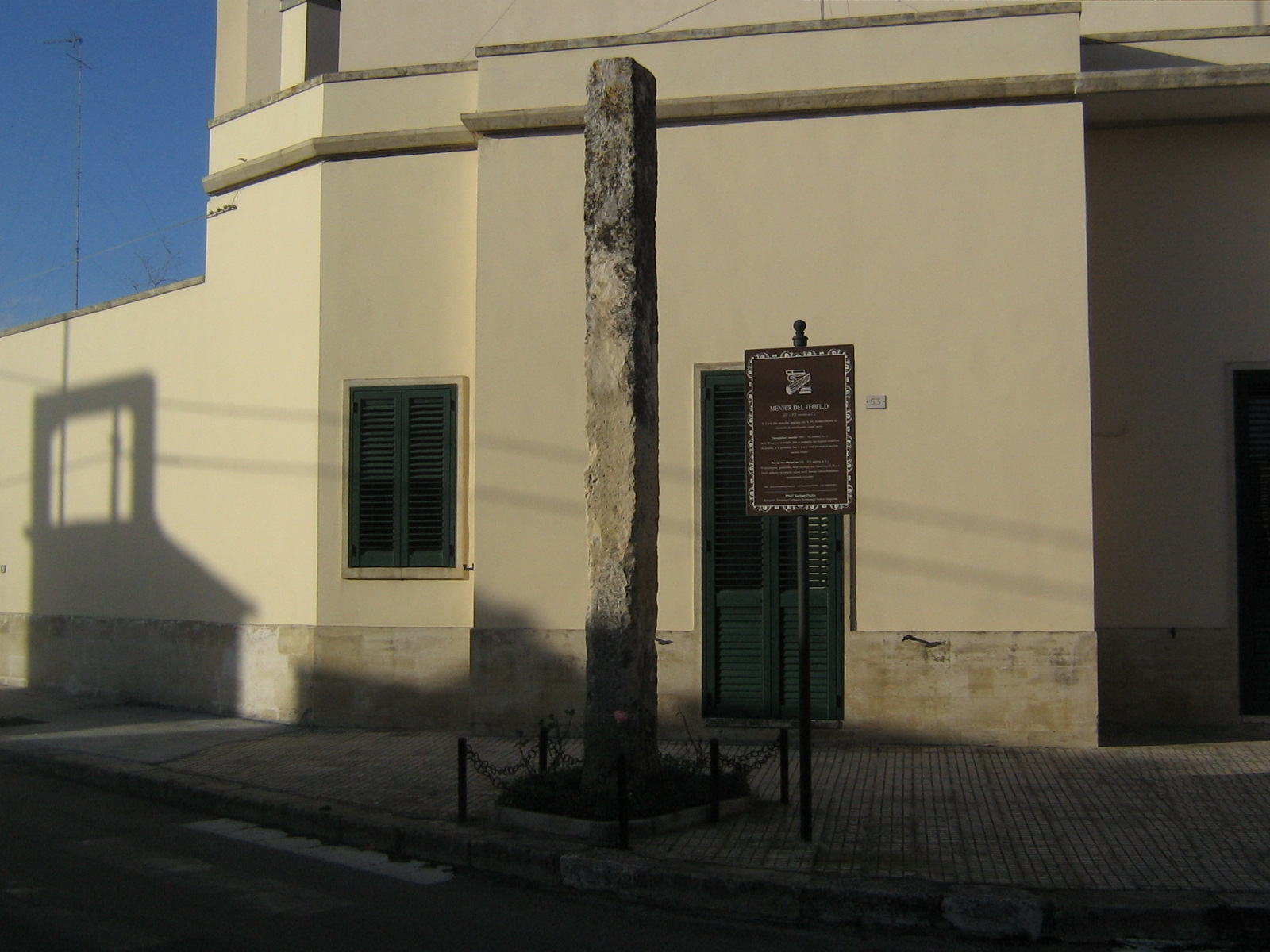
Menhir del Teofilo a Martano

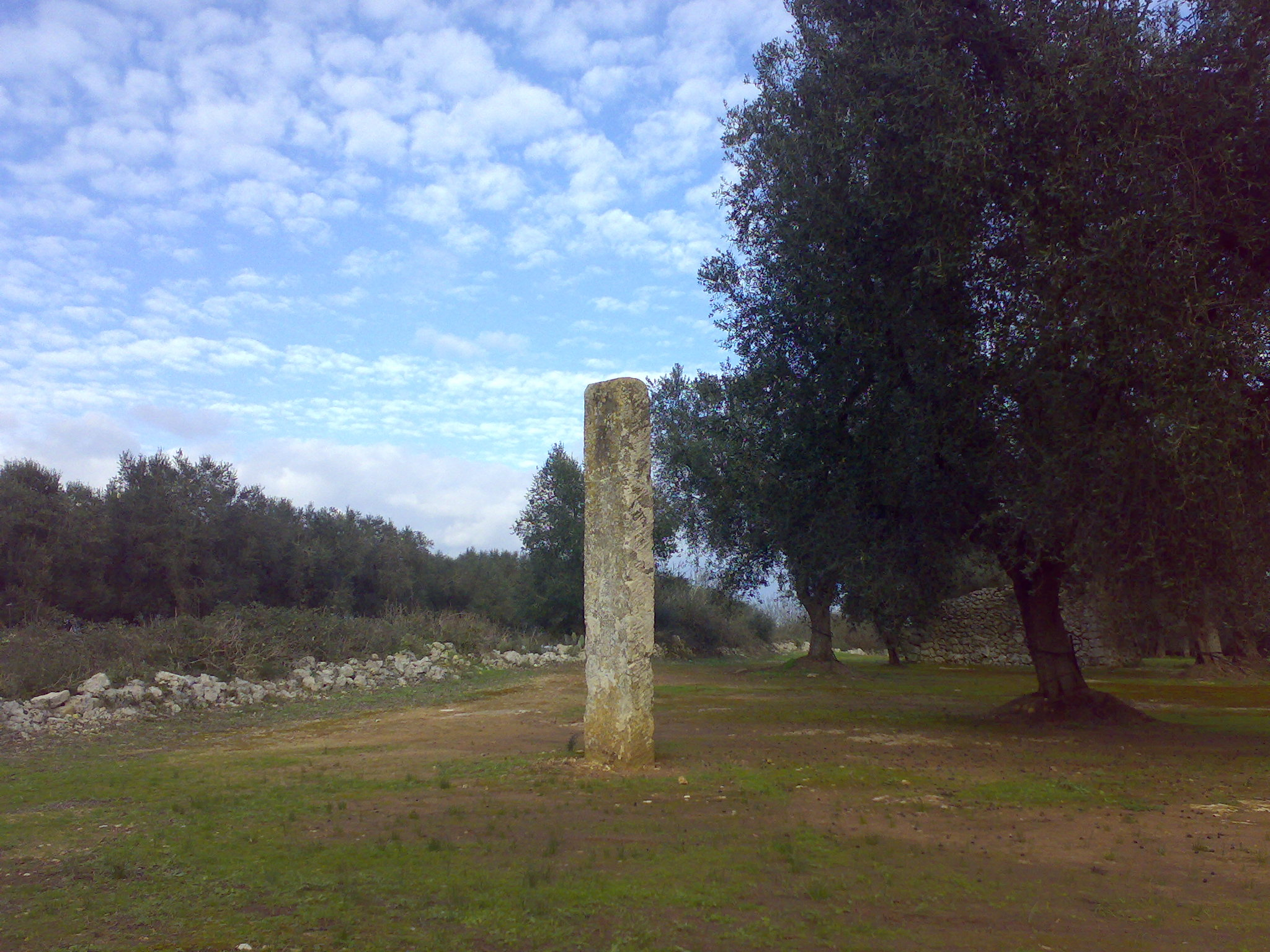
Menhir Spruno a Maglie

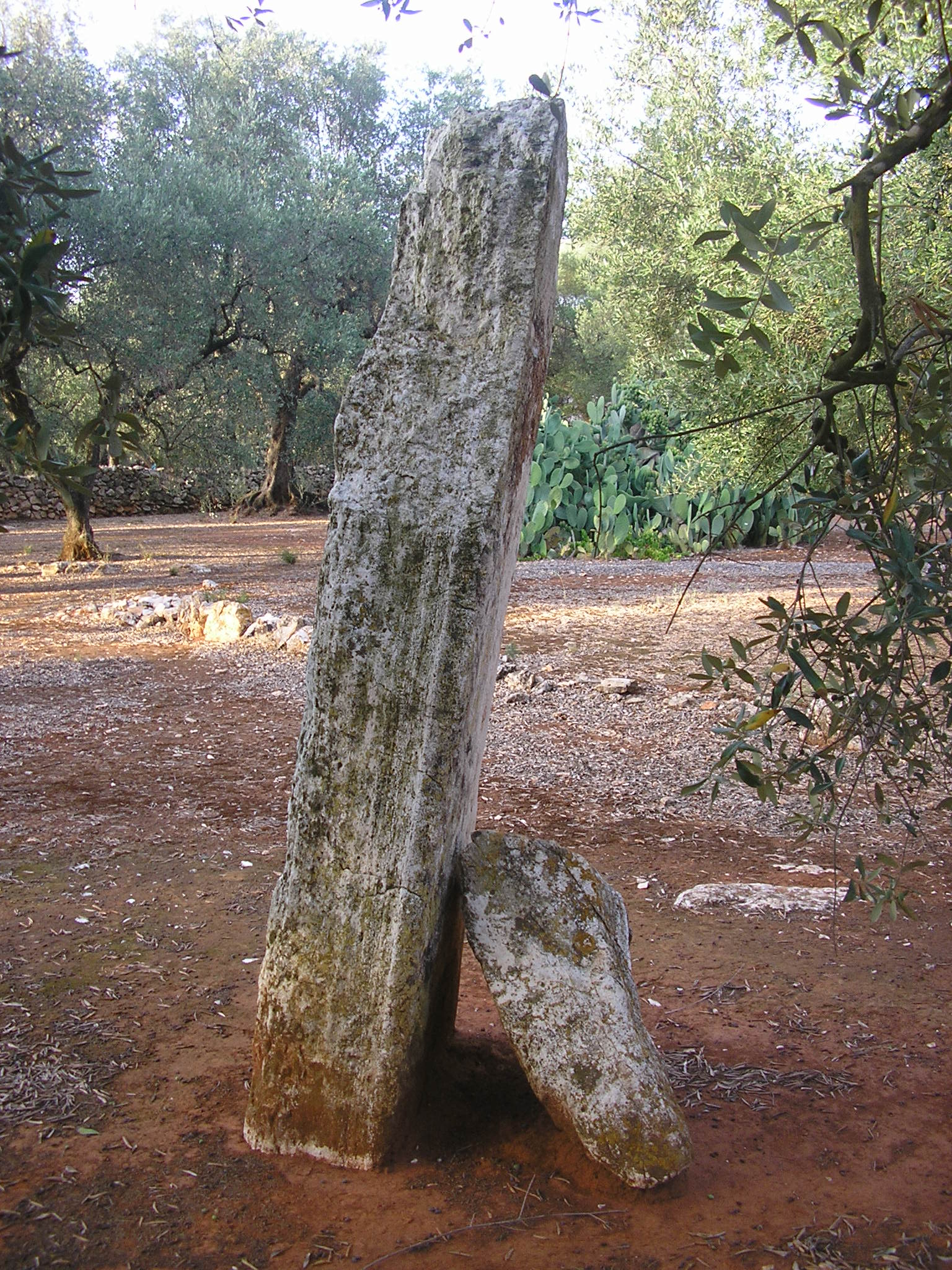
Menhir Coppola a Galatone

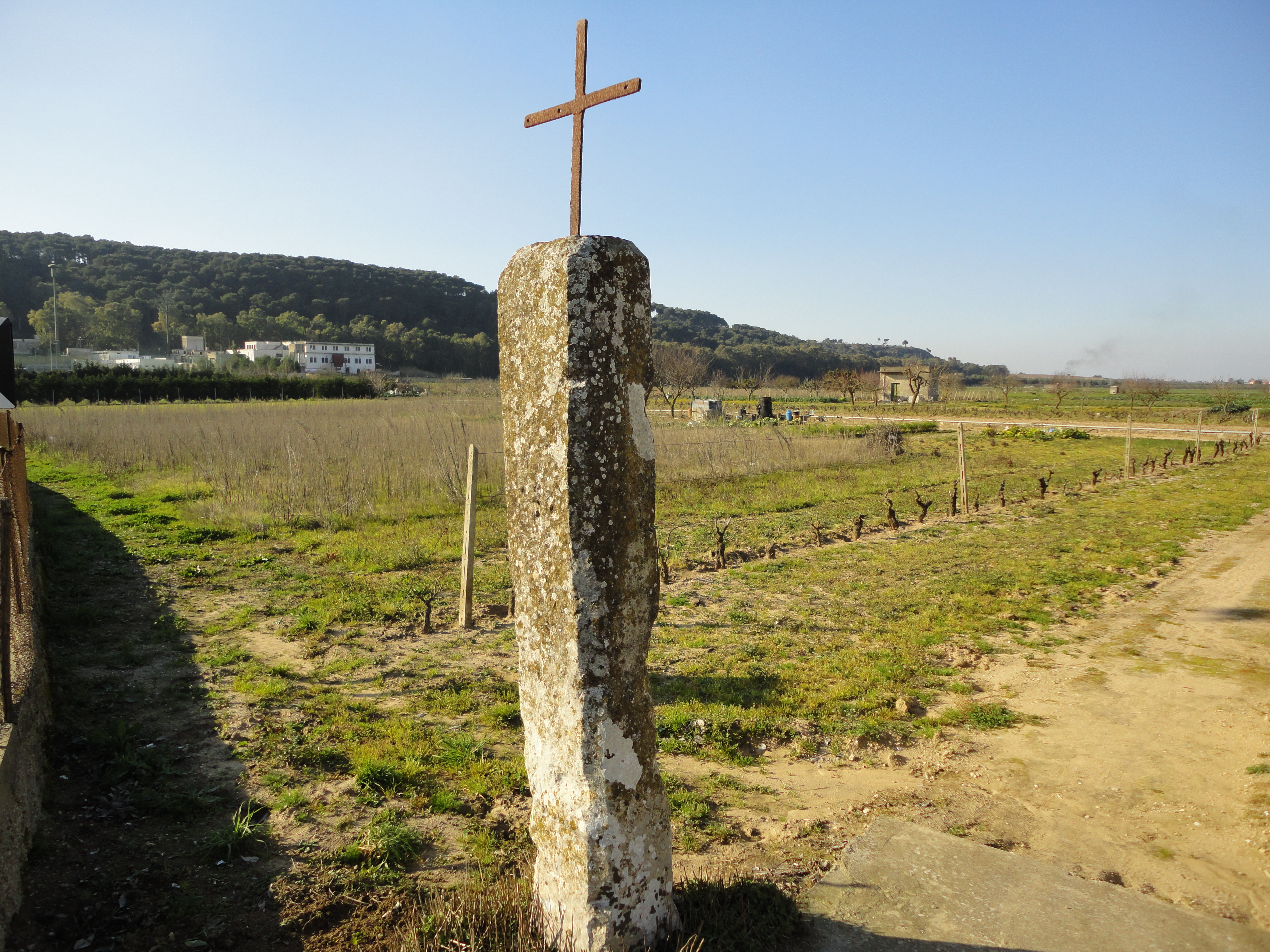
Menhir Coelimanna a Supersano

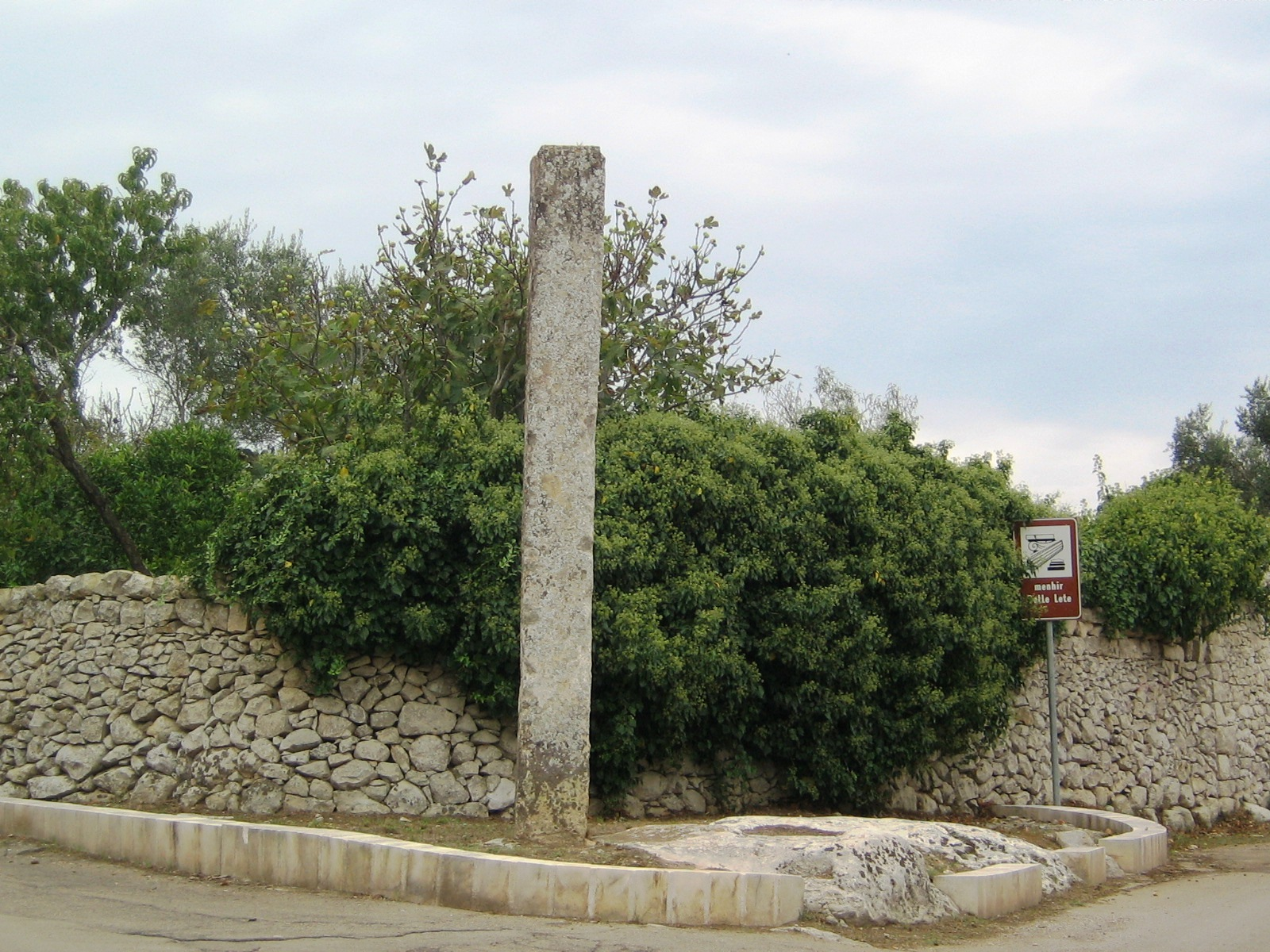
Menhir delle Lete a Galugnano di San Donato di Lecce

  - Menhir senza nome (scomparso) a Merine
- Maglie
  - Calamauri
  - Crocemuzza
  - Spruno
  - Menhir senza nome (scomparso)
  - San Rocco
  - Santa Maria a Morigino
- Martano
  - San Totaro
  - Sant'Antonio
  - Spirito Santo
  - Immacolata
  - Menhir senza nome
- Melendugno
  - Sucarlei
  - Cola-Resta
- Melissano
  - Civo
- Melpignano
  - Lama
  - Minonna
  - Candelora
  - Masseria Piccinna
  - Scinéo
- Miggiano
  - Ferreria (scomparso)
- Minervino di Lecce
  - Monticelli
  - Croce a Cocumola
  - Pizzilonghi-Urpinara a Cocumola
  - Menhir senza nome (scomparso) a Specchia Gallone
- Morciano di Leuca
  - Madonna di Costantinopoli
- Muro Leccese
  - Croce di S.Antonio
  - Giallini
  - Miggiano
  - Trice
  - Crocefisso
  - San Pietro (scomparso)
  - Menhir senza nome (scomparso)
- Novoli
  - Pietra Grossa
- Otranto
  - Vela
- Palmariggi
  - Montevergine
- Patù
  - Menhir senza nome (scomparso)
- Poggiardo
  - Vaste
- Racale
  - Paramonte
- Ruffano
  - Manfio
  - Bufalelle
  - Menhir n°3
  - Menhir n°4
  - Santa Teresa (scomparso)
  - Aja (scomparso)
  - Torrepaduli (scomparso)
- San Cesario di Lecce
  - Croce di Lecce (scomparso)
- San Donato di Lecce
  - Curtivecchi a Galugnano
  - Lete a Galugnano
  - Menhir senza nome a Galugnano
  - San Nicola a Galugnano
- Santa Cesarea Terme
  - Menhir senza nome a Vitigliano
- Scorrano
  - Cupa
  - Cupa2
- Sogliano Cavour
  - Pilamuzza
- Soleto
  - Osanna
- Spongano
  - Osanna
- Sternatia
  - Pilaccia (scomparso)
  - Menhir senza nome n° 1 (scomparso)
  - Menhir senza nome n° 2 (scomparso)
  - Menhir senza nome n° 3 (scomparso)
- Supersano
  - Coelimanna
  - Rimembranze
  - Menhir senza nome n.1
  - Menhir senza nome n.2 (scomparso)
  - Sombrino
  - Menhir senza nome n. 3
- Taurisano
  - Santa Maria (scomparso)
  - Saietti
  - Taviano
  - Crucicche o Trapizzu
- Tricase
  - Sant'Eufemia (scomparso)
  - Madonna del Soccorso (scomparso) a Caprarica del Capo
  - Croce di Principano a Depressa
  - Saléte a Depressa
  - Vardare  a Tutino
- Tuglie
  - Monteprino
  - Nove croci
- Ugento
  - Menhir senza nome  a Gemini
  - La Croce  a Gemini
  - Visitazione a Gemini
- Uggiano la Chiesa
  - San Giovanni Malcantone
- Veglie
  - Di Veglie
  - Petra ti la menza sthrata
- Vernole
  - Crocicchia (scomparso) ad Acaya
  - Materdomini a Pisignano
- Zollino
  - Stazione
  - Sant'Anna
  - Pozzelle (scomparso)
  - Menhir senza nome (scomparso)